# Григорьевское (городской округ Клин)
Григорьевское — деревня в Клинском районе Московской области, в составе Зубовского сельского поселения. Население — 11 чел. (2010). До 2006 года Григорьевское входило в состав Зубовского сельского округа.
Деревня расположена в восточной части района, примерно в 14 км к востоку от райцентра Клин, в излучине левого берега реки Лутосня (правый приток Сестры), высота центра над уровнем моря 162 м. Ближайшие населённые пункты — Попелково, Зубово и Ананьино.

## Население
| 2002 | 2006 | 2010 |
| ---- | ---- | ---- |
| 10   | ↘8   | ↗11  |